# Vřešťan pláštíkový
Vřešťan pláštíkový (Alouatta palliata) je primát z čeledi chápanovití (Atelidae) a rodu vřešťan (Alouatta) žijící v deštných lesích Střední a Jižní Ameriky od Mexika až po západní svahy And. Druh popsal John Edward Gray roku 1849.
Vřešťani jsou velké a zavalité opice, vyznačují se černým zbarvením, avšak většina opic má navíc dlouhou žlutou nebo hnědou srst, jež roste po stranách těla. Hlavní složku potravy tvoří listí. Vzhledem k tomu, že jsou listy těžko stravitelné a dodají tělu pouze málo energie, vřešťani většinu dne tráví odpočinkem a spánkem. Teritorium si samci vymezují hlasitým křikem, který dovedou vydávat díky zvětšené jazylce, vynaloží tak málo energie. Tlupa vřešťanů může mít až čtyřicet jedinců, avšak obvykle je menší.
Mezinárodní svaz ochrany přírody (IUCN) hodnotí vřešťana pláštíkového od roku 2020 jako zranitelný druh, s poklesem populací o 30 a více % v průběhu minulých 30 let. Primární hrozbu představuje odlesňování společně s lovem.

## Taxonomie a etymologie
Vřešťan pláštíkový patří do čeledi chápanovití (Atelidae), zahrnující dvě podčeledi: chápany (Atelinae) a vřešťany (Alouattinae), kam se tento druh řadí do rodu vřešťan (Alouatta). Binomické jméno zní Alouatta palliata; druhové jméno palliata odkazuje na plášť pallium na základě vnější podobnosti s jeho srstí, již má na bocích.
Je uznáváno celkem 5 poddruhů:
- Alouatta palliata trabeata, Lawrence, 1833; rozšířen v Panamě
- Alouatta palliata palliata, (Gray, 1849); rozšířen v Kostarice, Guatemale, Hondurasu a Nikaragui
- Alouatta palliata mexicana, (Merriam, 1902); rozšířen v Mexiku a Guatemale
- Alouatta palliata coibensis, Thomas, 1902; rozšířen v Panamě
- Alouatta palliata aequatorialis, (Festa, 1903); rozšířen v Kolumbii, Kostarice, Ekvádoru, Panamě a Peru

Poddruhy A. p. trabeata a A. p. coibensis bývají někdy klasifikovány zvlášť jako poddruhy samostatného druhu vřešťan panamský (Alouatta coibensis).

## Výskyt
Vřešťan pláštíkový je zvířetem neotropické oblasti. Je původním druhem Kolumbie, Kostariky, Ekvádoru, Guatemaly, Hondurasu, Mexika, Nikaraguy, Panamy a Peru. V Hondurasu, Nikaragui, Kostarice a Panamě se vyskytuje v různých oblastech napříč celým územím, zatímco v Kolumbii a Ekvádoru je výskyt více lokalizován, opice zde žijí v malém prostoru ohraničeném Tichým oceánem a pohořím Andy. V Kolumbii lze vřešťana najít ještě v malé oblasti u Karibského moře na hranicích s Panamou. V Guatemale obývají vřešťani pláštíkoví centrální část, jejich populace pak sahá až na jihovýchod Mexika jižně od poloostrova Yucatán. K životu dávají přednost nížinným i horským deštným pralesům včetně regenerovaných lesních stanovišť do výšky 2000 m n. m., přičemž preferují výšky nad 1300 m n. m.

## Popis

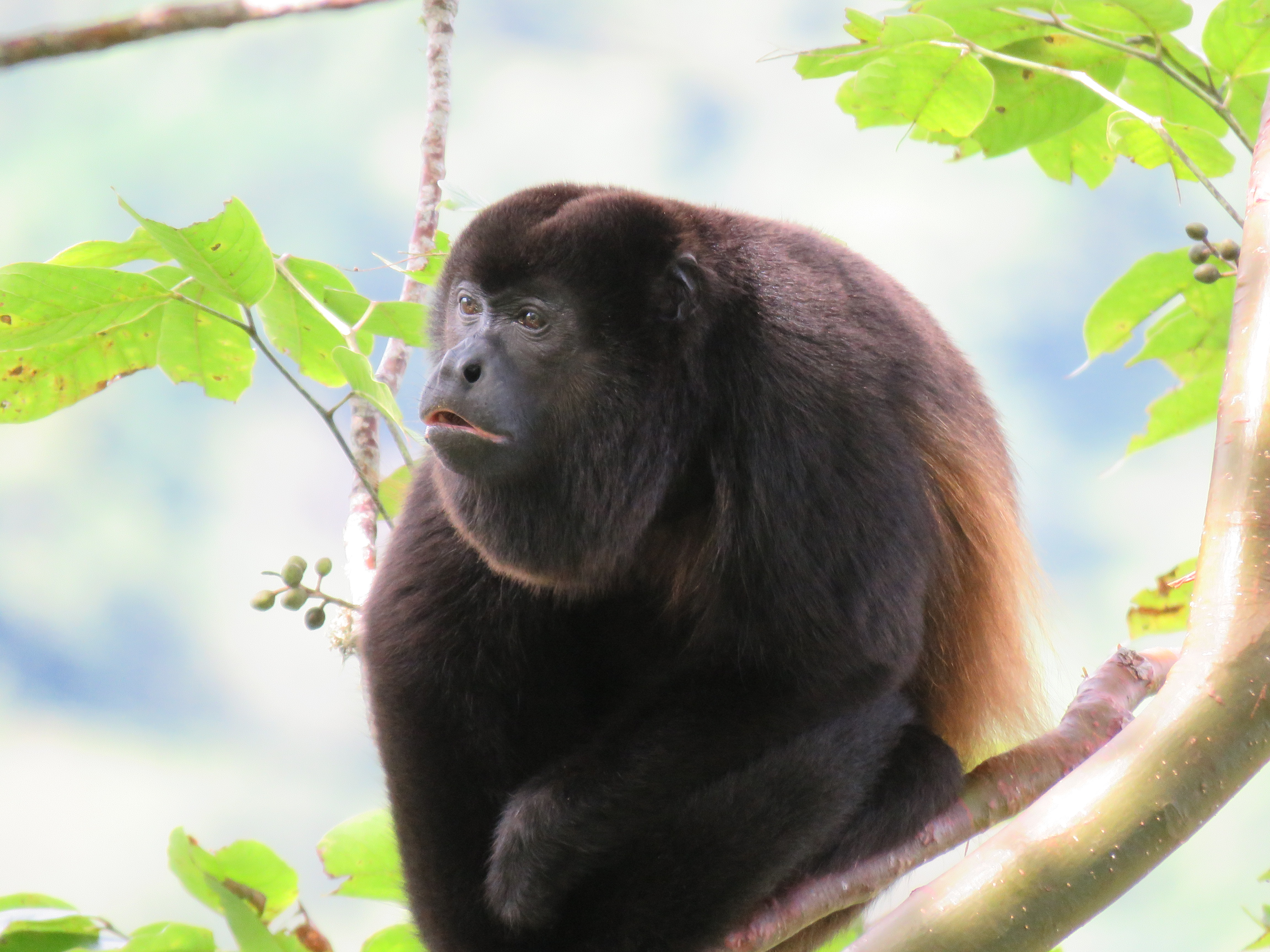
Dospělý samec

Vřešťani pláštíkoví jsou poměrně velké a zavalité opice s hmotností u samců 3,1–7,6 kg a 4,5–4,8 kg u samic. Průměrná hmotnost se může výrazně lišit mezi jedinci z různých oblastí, dosahuje 3–9 kg. Samci na délku měří 47–63 cm, samice o něco méně, 46–60 cm. Ocas je dlouhý, měří u samců 60–70 cm, u samic 55–66 cm. Je na konci olysalý a vřešťani s ním mohou uchopovat předměty.
Srst je černá, většina opic má navíc dlouhou žlutou nebo hnědou srst, jež roste po stranách těla. Obličej není ochlupený, má černé zbarvení a rostou z něj „vousy“, jež jsou u samců delší než u samic. Zbarvení je odlišuje od ostatních druhů vřešťanů, kterým se podobají. Během dospívání samcům zbělá šourek. Celkový zubní vzorec je I 2/2, C 1/1, PM 3/3, M 3/3×2=36. Mozek váží přibližně 55 g a je menší, než mají jiní drobnější zástupci primátů, například malpa kapucínská. Potrava vřešťanů pláštíkových se skládá především z málo výživných rostlin, díky čemuž se u nich vyvinulo několik účelných adaptací. Stoličky mají vyšší střihovou plochu, aby mohly snáze rozkousat listy. Slinné žlázy jsou mohutné a jejich produkty umožňují částečně rozložit listy, než doputují do střev. Samci mají zvětšenou jazylku u hlasivek, jež zesiluje jejich volání a umožňuje komunikaci s jinými samci bez vynaložení velkého množství energie. Vřešťani pláštíkoví mají na rozdíl od většiny jiných opic Nového světa trichromatické vidění, které se rozvíjí u téměř všech jedinců. Schopnost barevného vidění patrně souvisí s potravou, neboť umožňuje rozlišit mladé lístky, které mají načervenalé zbarvení.

## Chování

### Denní režim

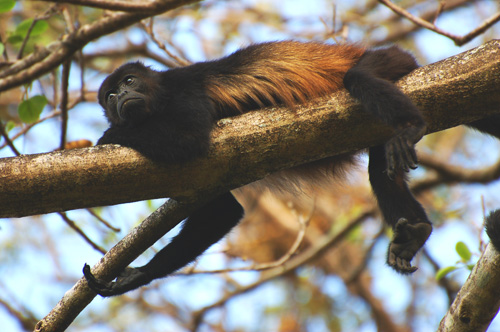
Vřešťan pláštíkový na stromě

Vřešťan pláštíkový je denní živočich a život tráví na stromech. Po stromech se pohybuje po čtyřech, přemisťováním z jedné větve na druhou nebo šplháním, přičemž styl pohybu ve větvích se liší podle pohlaví; samci většinou preferují velké výšky a častěji skáčou, naopak méně šplhají. Jinak se jedná o poměrně neaktivní opici, která prospí celou noc a asi ¾ dne. Většina času je poté věnována krmení a na interakci mezi jednotlivými jedinci zbývají zhruba pouze 4 % času. K úchopu větví vřešťan využívá svého olysalého ocasu, za který se může i zavěsit, avšak obvykle si i tak pomáhá končetinami. Bylo zjištěno, že si vřešťani pláštíkoví pamatují cesty k obvyklým místům krmení nebo odpočinku a při cestě k nim využívají konkrétní orientační body.

### Hierarchie
Vřešťani pláštíkoví obvykle žijí v tlupách o 10–20 členech, v nichž jsou obvykle 1 až 3 samci a 5 až 10 samic, některé skupiny však mají více než 40 členů. Poměr samic a samců je minimálně 4:1, jakmile klesne pod tuto úroveň, starší samci se mohou začít chovat agresivně k mladším, případně opustí tlupu. Nejvyšší postavení mají samci a mladá zvířata, naopak starší členové tlupy bývají obvykle níže postaveni. Nadřazení jedinci mají přednost v krmení a dostávají právo první se pářit. Většina mladých jedinců (79 % procent samců a 96 % samic) opustí tlupu ještě před dosažením pohlavní dospělosti.
Postavení ve společenském žebříčku také utužuje vzájemné probírání srsti, jež je u tohoto druhu časté, avšak trvá pouze krátce. Potyčky mezi jednotlivými jedinci viděli pozorovatelé pouze zřídka, avšak běžně k nim dochází a nejsou pozorovány především proto, že jsou krátké a tiché.
Každá tlupa vřešťanů si zabírá teritorium o 10–60 ha. Teritoria jednotlivých tlup se mohou překrývat, pokud však na sebe tlupy narazí, obě skupiny se snaží vypudit tu druhou z území. V průměru tlupa denně procestuje zhruba 750 m.
Vřešťani pláštíkoví většinou neinteragují s jinými opicemi, výjimkou je malpa kapucínská (Cebus capucinus). Jejich vzájemné kontakty mnohdy přerostou v agresi, přičemž agresorem je většinou malpa. Nicméně mláďata těchto dvou druhů si spolu někdy hrají a občas dojde i k situaci, kdy se dospělé malpy a vřešťani pláštíkoví krmí na jednom stromě a přitom se patrně navzájem ignorují.

### Komunikace

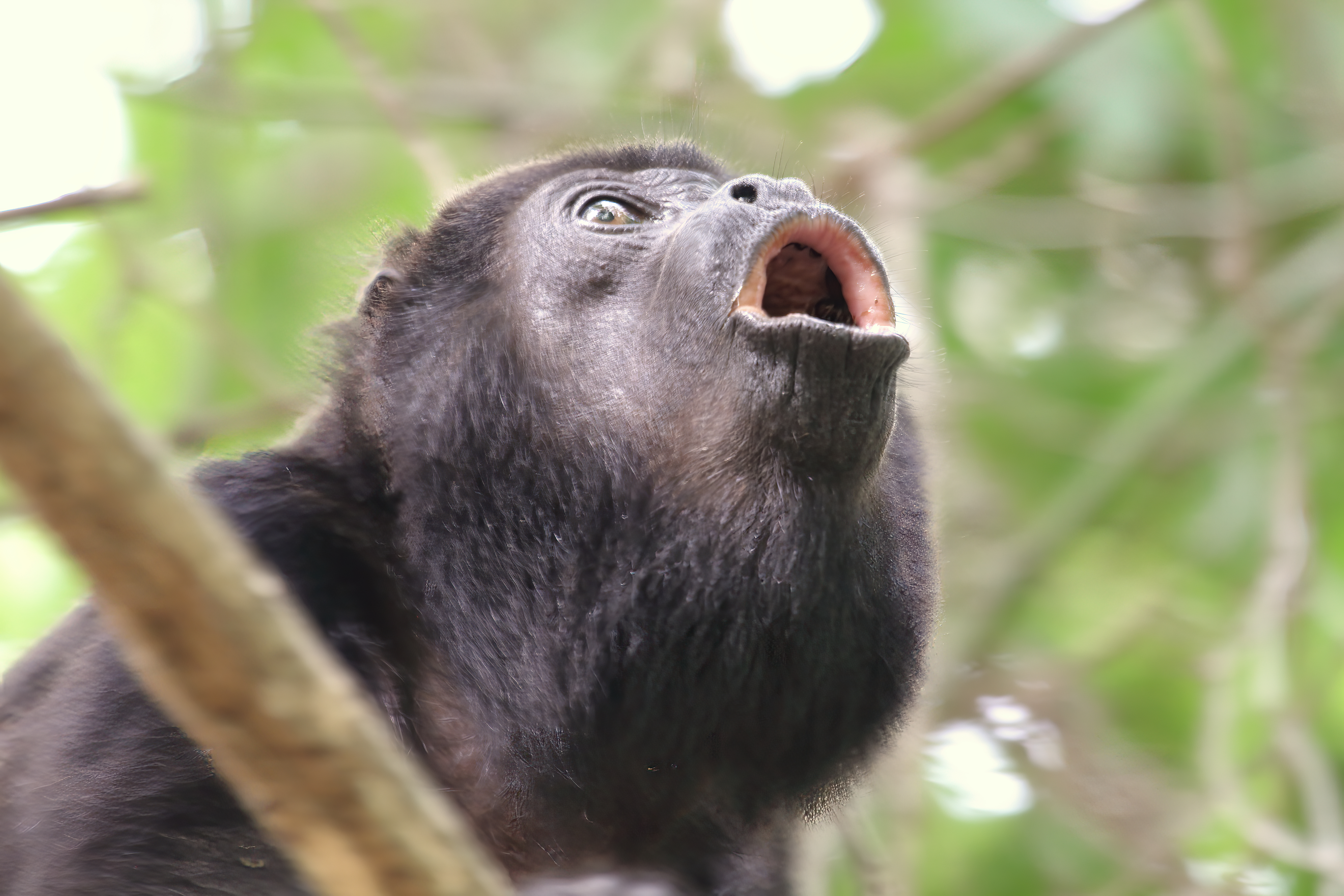
Volající vřešťan pláštíkový

Samci vřešťanů pláštíkových si většinou při svítání, soumraku, ale i narušení značí teritorium řevem, který je hlasitý a nese se do vzdálenosti až několika km. Jedno volání, složené z hlasitého křiku a hekání, trvá 4–5 s a několikrát se opakuje. Zvuk zesiluje jazylka, již mají samci 25× větší než by bylo běžné u jiných opic podobné velikosti. Volat mohou i samice, avšak jejich řev je tišší než samců. Křik umožňuje bezpečnou komunikaci mezi jedinci, aniž by riskovali fyzickou konfrontaci. Kromě tohoto řevu mohou vřešťani vydávat další škálu různých zvuků, které slouží mimo jiné k udržování kontaktu s ostatními členy tlupy.
Mimo to u nich probíhá také neverbální komunikace, například skrz roztírání moči, které značí, že se nacházejí ve strastiplné situaci: močí si v takovém případě třou končetiny, hruď nebo ocas. Otíráním se o větve roztírají vřešťani svůj pach. Pohyby rty a jazyka lákají samičky samce. Jestliže vřešťani třesou větvemi, projevují tím nejspíše radost. Přítomnost člověka jim nevadí, pokud jsou však podrážděni, mohou na narušitele z výšky močit nebo kálet; přestože jsou ve stromoví, dovedou mnohdy přesně zasáhnout cíl.

### Potrava
Vřešťan pláštíkový preferuje především listy, které tvoří 50–75 % jeho rostlinného jídelníčku. K jídlu si vybírá především mladé lístky, protože ty obsahují méně toxinů a naopak mají více živin než velké listy, navíc jsou snadněji stravitelné. Pokud má možnost, konzumuje ve velké míře i ovoce, jehož množství v potravě může přesáhnout i objem listů. Přednostně pojídá listy a plody fíkovníku (Ficus), květy slouží hlavně jako potrava v období sucha. Vodu dostává z potravy, v období dešťů pije z děr ve stromech nebo z bromélií.
V přírodě patří mezi důležité roznašeče semen, která projdou zažívacím traktem opic neporušena a mohou vyklíčit. Jejich trus je důležitým zdrojem potravy pro širokou škálu brouků.

### Rozmnožování

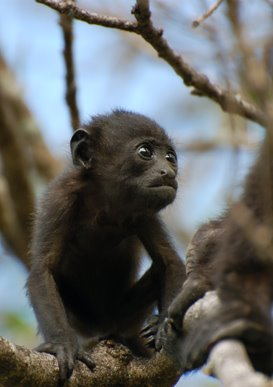
Mládě v kostarickém pralese

Vřešťani pláštíkoví jsou polygamní. Samci se páří s více samicemi. Většinou se rozmnožuje především dominantní samec, avšak v případě jeho nepozornosti příležitost ke spáření často najdou i samci nižšího postavení. V některých tlupách dostávají i podřazení jedinci pravidelně příležitost zplodit potomstvo. Samice mají pravidelný estrální cyklus, jenž trvá asi 16,3 dní, a samici během něj zrůžoví genitálie. Rozmnožování probíhá po celý rok a samice se obvykle spáří několikrát během estrálního cyklu. Pohlavní akt začíná tím, že samice samci předvádí rytmické pohyby jazyka, které samec začne opakovat; poté samice zvedne zadek, což značí připravenost se spářit. Samotný styk trvá 20 s – 1 min. Po cca 186 dnech březosti samice porodí nejčastěji jednoho potomka. Zvláště první 2–3 týdny je mládě na matce závislé a pevně se jí drží za srst na hrudi. Po třech týdne začne matka nosit mláďata na zádech. Zhruba 3 měsíce po porodu začnou matky své potomky od sebe odtrhávat, avšak stále je nosí až do věku 4–5 měsíců. V 10.–11. týdnu se mláďata vydávají na samostatné průzkumy a tráví velkou část času nezávisle na matce. Odstav probíhá v roce a půl mláděte. Pohlavní dospělosti samice dosahují po 36 měsících, samci po 42 měsících. Do dosažení pohlavní dospělosti jim, na rozdíl od ostatních vřešťanů, nesestoupí varlata. V době, kdy se samice stará o mládě, nemá zájem se pářit. Když mládě přežije do odstavu (po 18 měsících), je samice ochotna se opět rozmnožovat.
Pouze 30 % všech mláďat se dožije víc než jednoho roku. Nebezpečí pro mláďata představují jak predátoři (kočkovití, dravci), tak noví dominantní samci, kteří obsadí tlupu; obvykle některá mláďata zabijí, aby samice přišly rychleji do říje a oni mohli založit vlastní potomstvo. Průměrná délka života vřešťana pláštíkového ve volné přírodě je asi 25 let.

## Ohrožení
Do roku 2020 hodnotil Mezinárodní svaz ochrany přírody (IUCN) vřešťana pláštíkového jako málo dotčený taxon, od roku 2020 IUCN považuje vřešťana pláštíkového za druh na prahové hranici zranitelných taxonů, s poklesem populací o 30 a více % v průběhu 30 let. Problémem je především ztráta biotopů a jejich roztříštěnost, na což se navíc nabaluje i lov. IUCN uvádí, že při současném tempu odlesňování bude do roku 2048 ztraceno na 19 % vhodných biotopů. Významně ohroženy jsou především malé, vysoce izolované populace, které mohou vyhynout následkem přírodních katastrof nebo genetických problémů v důsledku úzkého příbuzenského křížení. Vřešťani pláštíkoví nicméně snášejí ztrátu přirozeného prostředí o něco lépe než jiné druhy, především díky svému životnímu stylu, při kterém vydají pouze málo energie, a schopnosti využívat dostupné zdroje potravy.

## Galerie

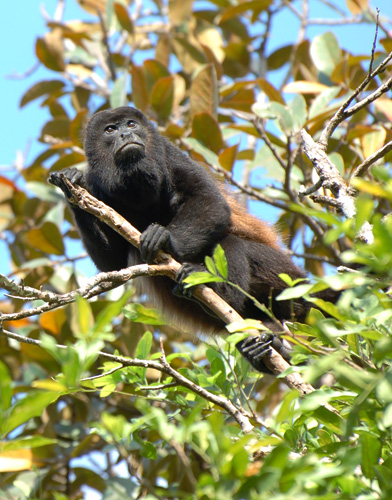
Vřešťan pláštíkový na stromě
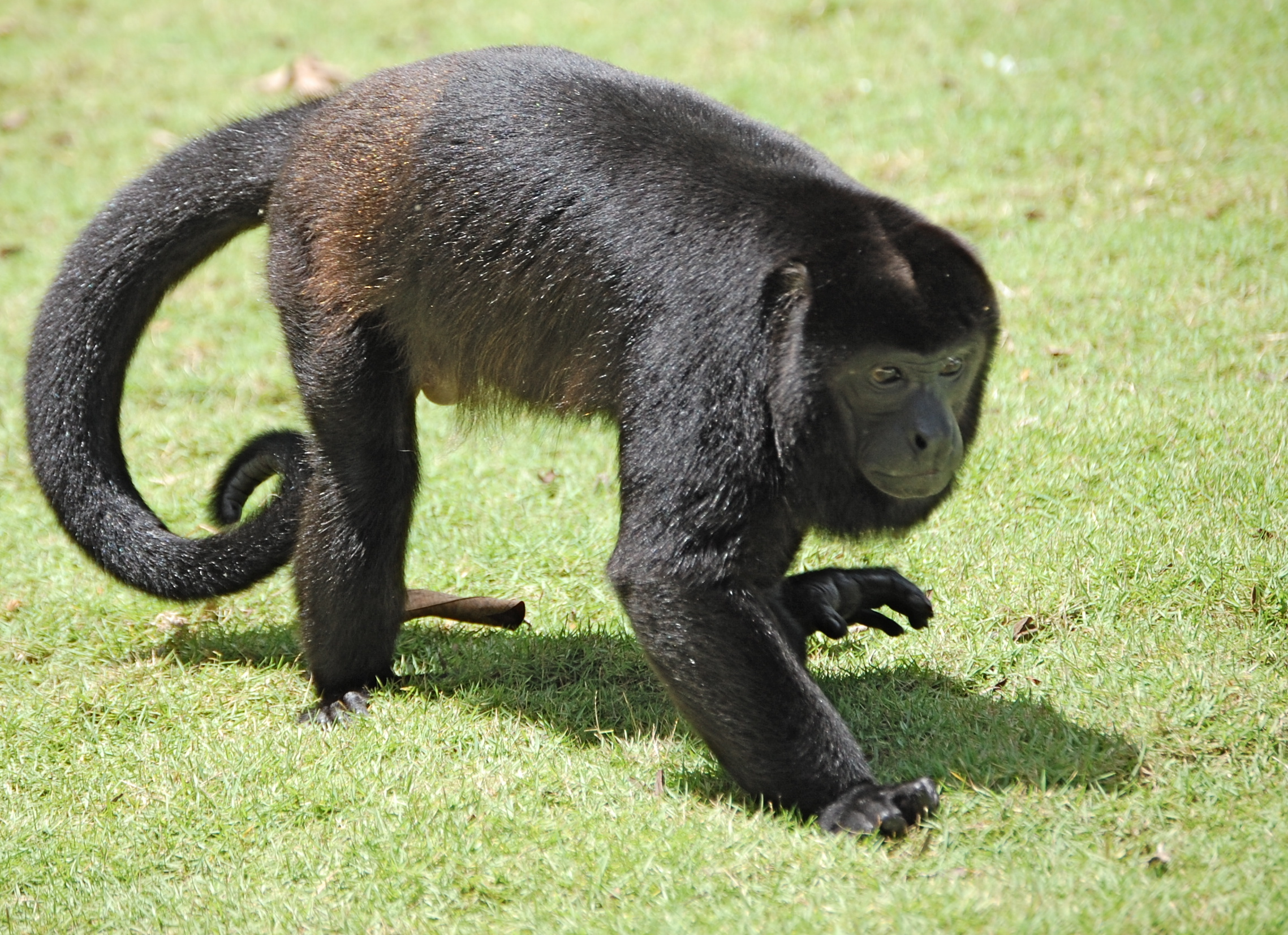
Vřešťan pláštíkový, Kostarika
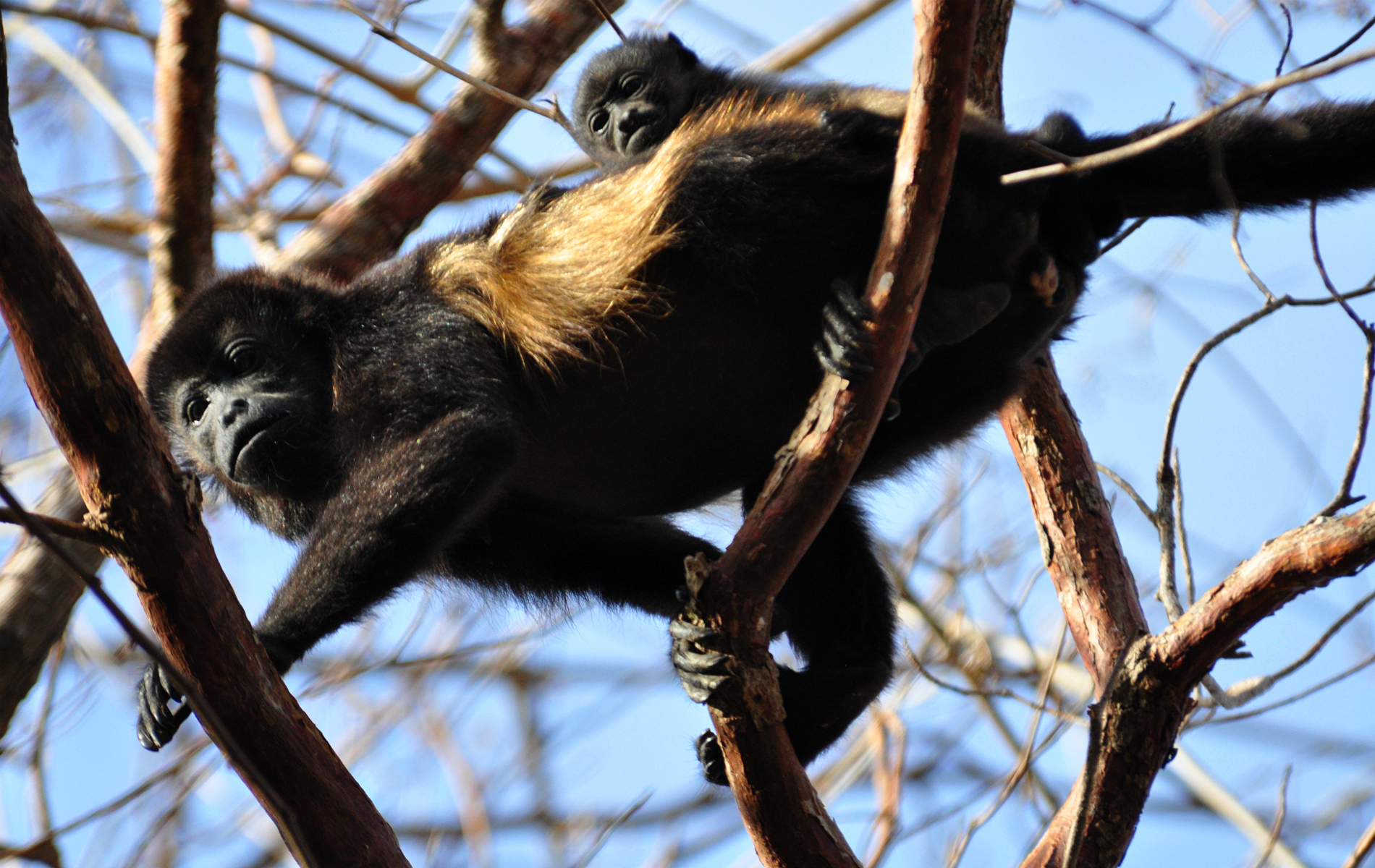
Dospělec s mládětem
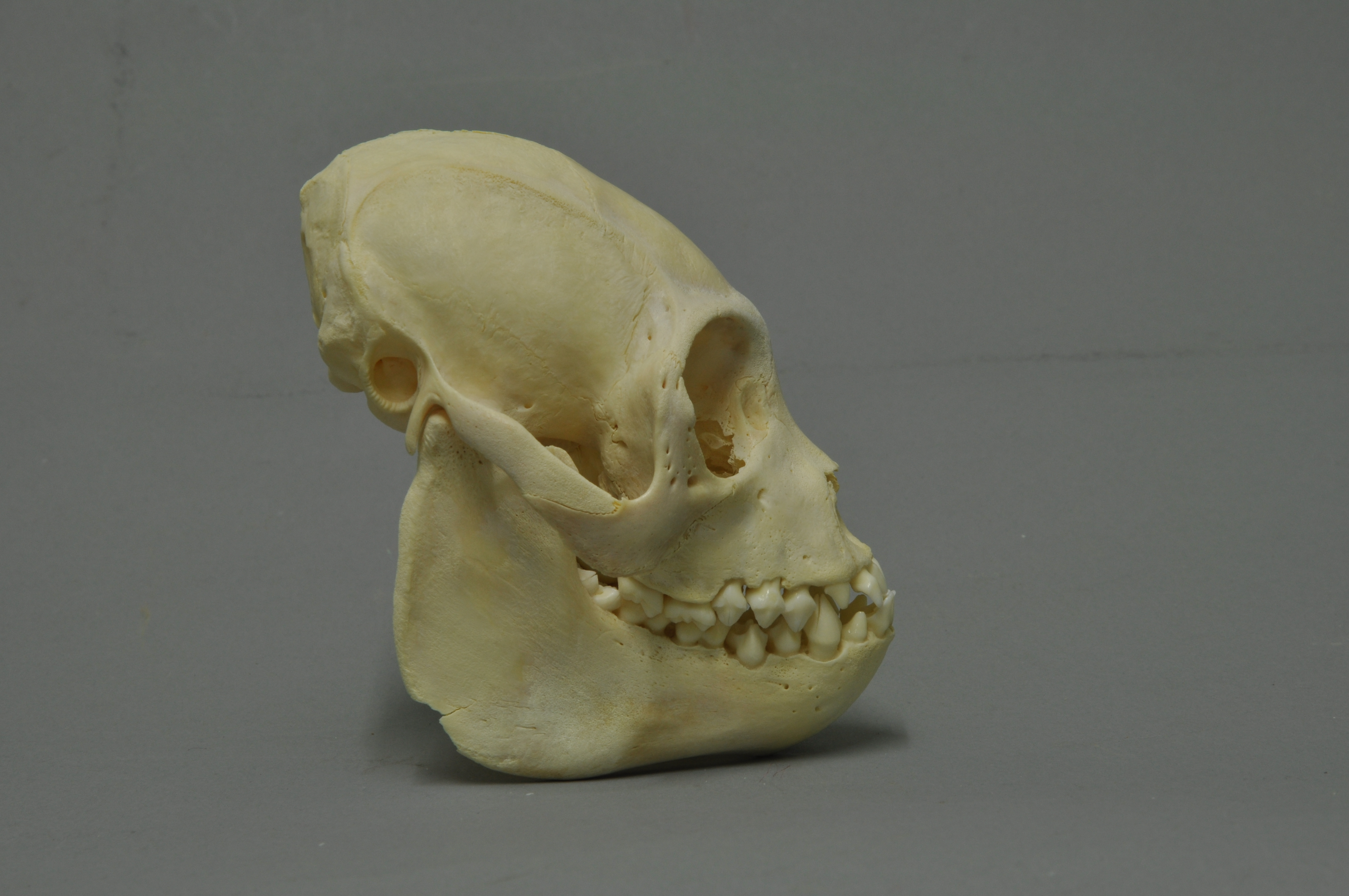
Lebka